# Chris Leonard
Christopher Leonard (sinh ngày 11 tháng 7 năm 1927) là một cựu cầu thủ bóng đá người Anh có 26 lần ra sân ở Football League thi đấu ở vị trí tiền vệ cho Darlington trong thập niên 1950. Ông cũng từng thi đấu bóng đá non-league cho South Shields.